# Arvid Rydman
Arvid Rydman, född 25 juni 1884, död 14 maj 1953, var en finländsk gymnast.
Rydman tävlade för Finland vid olympiska sommarspelen 1912 i Stockholm, där han var med och tog silver i lagtävlingen i fritt system.